# Ilex macrocarpa
Ilex macrocarpa är en järneksväxtart som beskrevs av Daniel Oliver. Ilex macrocarpa ingår i släktet järnekar, och familjen järneksväxter.

## Underarter
Arten delas in i följande underarter:
- I. m. longipedunculata
- I. m. reevesae